# Брусниця (річка)
Брусни́ця — річка в Україні, в межах Сторожинецької міської громади Чернівецького району (верхів'я) і Брусницької сільської громади Вижницького району Чернівецької області. Права притока Пруту (басейн Дунаю). 

## Опис
Довжина 23 км, площа водозбірного басейну 110 км², похил 7,8 м/км. Долина порівняно глибока і вузька (за винятком пригирлової частини). Річище слабозвивисте, в пониззі більш звивисте. Заплава двобічна. 

## Розташування
Брусниця бере початок біля східної частини села Дібрівка. Тече в межах Чернівецької височини спершу на північний захід, невдовзі повертає на північний схід (місцями тече на північ), у пригирловій частині — на схід. Впадає до Пруту на північний схід від села Зеленів. 
Над річкою розташовані села: Дібрівка, Брусенки, Нижні Станівці, Брусниця, Зеленів.

## Притоки
- Плоска — ліва притока у Вашківецькій міській і Брусницькій сільській громадах Вижницького району. Бере початок у присілку Вали. Тече переважно на північний схід і впадає у Брусницю у селі Нижні Станівці.[1][2]
- Бруславець — права притока
- Остра — права притока